# Parcelă de fag și stejar (monument al naturii din Ucraina)
Parcela de fag și stejar (în ucraineană Праліс буково-дубовий) este un monument al naturii de tip botanic de importanță locală din raionul Adâncata, regiunea Cernăuți (Ucraina), situat la est de satul Tureatca. Este administrat de „Silvicultura Cernăuți”.
Suprafața ariei protejate constituie 3,7 hectare, fiind creată în anul 2001 prin decizia comitetului executiv regional. Statutul a fost acordat pentru protejarea unei porțiuni a pădurii cu plantații valoroase de fag și stejar cu vechimea de la 160 la 190 de ani.